# Waterboy
Een waterboy is een persoon die een honkbalteam van water voorziet bij een wedstrijd. Deze persoon is vaak zelf niet bij de club betrokken maar doet het als vriendendienst voor de spelers van het team. In het moderne honkbal is de waterboy steeds zeldzamer geworden, vroeger hadden vrijwel alle teams in het honkbal een waterboy.

## Oorsprong
De term komt oorspronkelijk uit Amerika, de term is waarschijnlijk in de jaren 30 ontstaan. De spelers hadden vaak dorst tijdens een wedstrijd en konden zelf niet even water gaan halen. Daarom werd daar een speciaal iemand voor aangewezen.